# Propagatie (scheikunde)
Propagatie is een proces waarbij in een chemische reactie na elke cyclus een bepaald reactief intermediair wordt geregenereerd. Andere stappen in een dergelijke chemische reactie zijn initiatie en terminatie.

## Voorbeelden
- Bij de reactie van methaan en chloor volgens een radicaalmechanisme ontstaat het chlooratoom Cl• steeds opnieuw na twee stappen, (zie ook radicalaire halogenering)[2]:

Propagatiestappen bij de reactie van chloor en methaan

- Bij kettingpolymerisaties ontstaan in opeenvolgende stappen soortgelijke reactieve tussenproducten, die in elke stap met een extra monomeereenheid zijn verlengd[3]:

{\displaystyle {\ce {R-[H2C-CH2]_{n}{\bullet }+H2C=CH2->R-[H2C-CH2]_{n{+}1}\bullet }}}